# Dragskär
Dragskär är en ö i Åland (Finland). Den ligger i Skärgårdshavet och i kommunen Brändö i landskapet Åland, i den sydvästra delen av landet. Ön ligger omkring 68 kilometer öster om Mariehamn och omkring 210 kilometer väster om Helsingfors.
Öns area är 4 hektar och dess största längd är 370 meter i sydöst-nordvästlig riktning. Ön höjer sig omkring 5 meter över havsytan.